# Eva Pilarová

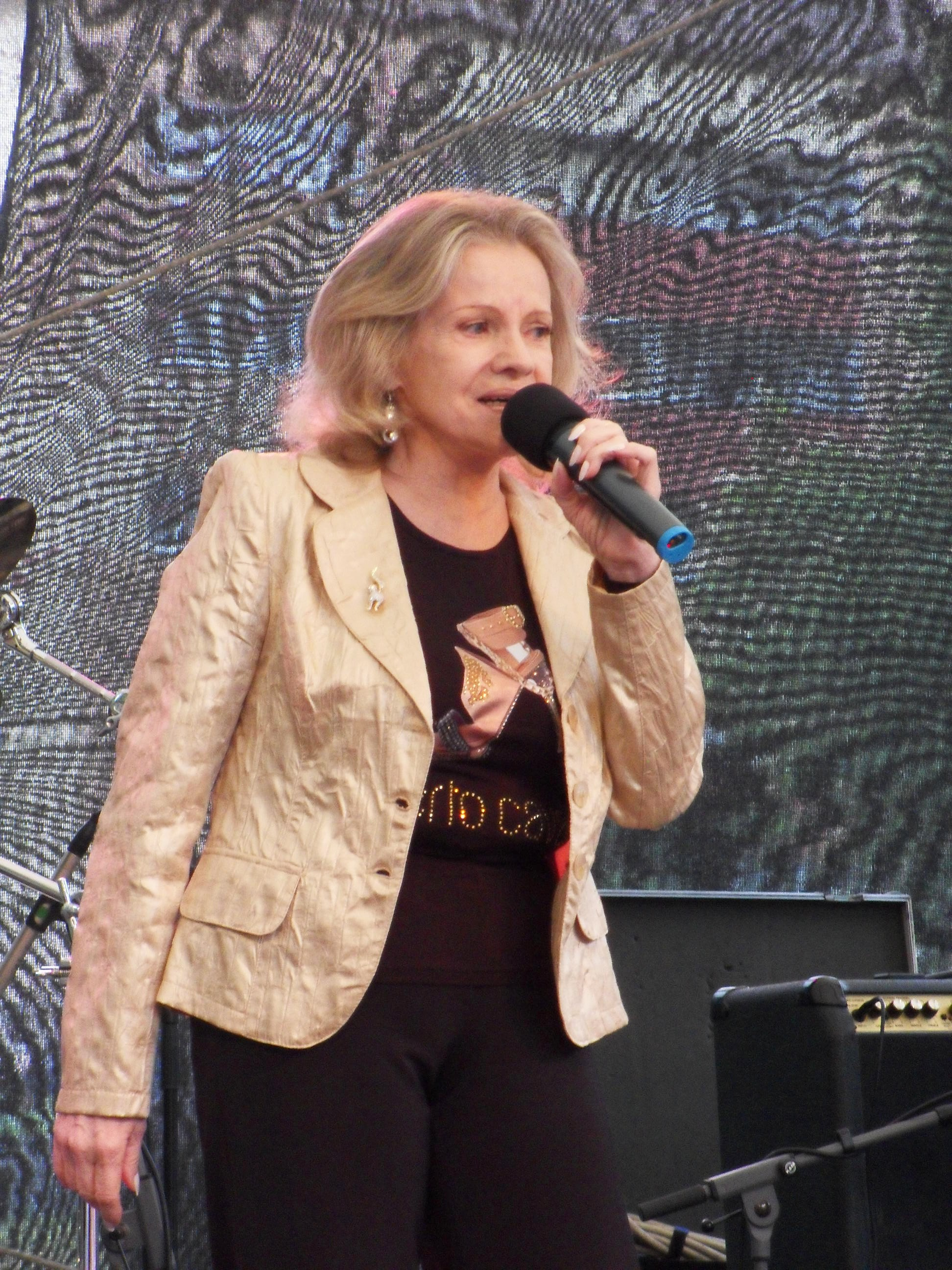
Eva Pilarová v rodném Brně

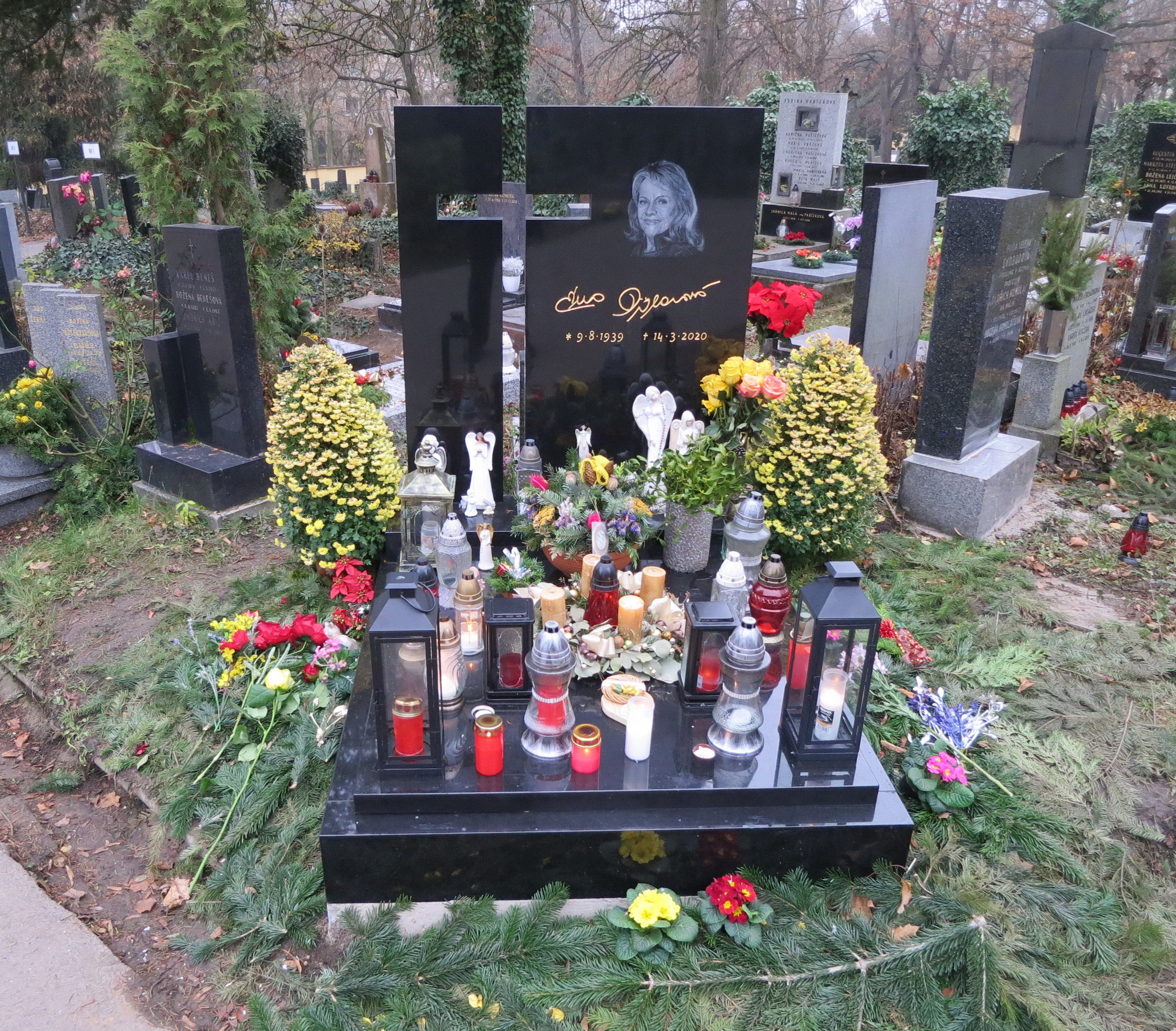
Hrob Evy Pilarové na hřbitově Malvazinky v Praze, v blízkosti hrobu Karla Gotta

Eva Pilarová (rozená Bojanovská, 9. srpna 1939 Brno – 14. března 2020 Praha) byla česká zpěvačka a herečka, čtyřnásobná vítězka čtenářské ankety Zlatý slavík v kategorii zpěvaček. V říjnu 2009 obdržela Medaili Za zásluhy.

## Život a kariéra
Narodila se do rodiny Ladislava Bojanovského (27. června 1912 Kundratice) a Františky Bojanovské, roz. Horčičkové (22. června 1915 Vrbice – 27. června 2021 Brno), oddaných 31. prosince 1938 v Kobylí. Otec měl se společníkem krejčovský salon Janšta a Bojanovský, matka byla vyučená švadlena. Eva zpívala už od dětství a to i klasickou hudbu.  Rodiče byli praktikující katolíci a přihlásili ji do dětského chrámového sboru u sv. Tomáše, který vedl sbormistr a varhaník Vladimír Stehlík. Od první třídy chodila do hudební školy. Ve škole si jejího talentu všiml učitel František Lýsek a přijal ji do svého Brněnského dětského sboru, se kterým účinkovala i v rozhlase.
Maturovala na čtyřleté vyšší hospodářské škole na Pionýrské ulici v Brně (1958). Koncem 50. let začala na brněnské JAMU studovat operní zpěv, zároveň v té době vystupovala v Satirickém divadle Večerní Brno. Více než operní zpěv  ji  přitahoval jazz a swing. Po roce studia v roce 1960  JAMU opustila a nastoupila do pražského divadla Semafor, kde  se záhy prosadila jako zpěvačka. Všeobecnou popularitu jí přinesla píseň Kočka není pes z repertoárů Elvise Presleyho, otextovaná Jiřím Suchým. V pásmu Zuzana je zase sama doma zpívala s Waldemarem Matuškou duet  Ach, ta láska nebeská.
V roce 1962 odešla spolu s Waldemarem Matuškou a Karlem Štědrým zpívat do Divadla Rokoko, ale už v roce 1964 se vrátila zpět do Semaforu. V tomtéž roce si také ve filmu Kdyby tisíc klarinetů zahrála drobnou roli sboristky dívčí školy – spolu s Naďou Urbánkovou. Zazpívala v něm duet Je nebezpečné dotýkat se hvězd s Karlem Gottem. 
V roce 1965 začala zpívat s vlastní kapelou. V roce 1967 vyhrála zlatou Bratislavskou lyru s písní Rekviem. Během pěvecké kariéry nazpívala řadu hitů včetně duetů s Waldemarem Matuškou, Karlem Gottem a dalšími zpěváky. Disponovala silným a barevně zajímavým hlasem – sopránem (se základní polohou a barvou altovou) o rozsahu tří a půl oktávy, a dobrou pěveckou technikou.  Jako své oblíbené zpěváky uváděla ze zahraničních Ray Charlese, Ellu Fitzgeraldovou a Peggy Lee.
V době normalizace nemohla cestovat na západ – zde sehrála svou roli emigrace jejího prvního (Milan Pilar) i druhého (Jaromír Mayer) manžela. V roce 1973 koncertovala na Kubě a členové její kapely, kteří se bez ní vraceli dříve do Prahy, zahynuli v hořícím letadle. Po překonání psychického otřesu sestavila novou kapelu, s níž absolvovala dlouhé turné po Sovětském svazu. V roce 1977, aby vůbec mohla i nadále vystupovat, podepsala tzv. Antichartu, za což se cca po 40 letech omluvila.
V pozdní fázi kariéry se orientovala především na žánrovou oblast jazzu a swingu. Mezi největší hity posledních let patřil Montiho čardáš. Nepřestala být aktivní ani poté, co v padesáti letech překonala rakovinu. Spolupracovala také s Tanečním orchestrem Českého rozhlasu, v 90. letech v rozhlase moderovala pořad Dobré jitro.
Po roce 1989 se kromě zpívání věnovala fotografování a počítačovým úpravám svých fotografií, které představila na téměř 100 výstavách. 

### Osobní život
Eva Pilarová byla třikrát vdaná. Prvním manželem byl v letech 1960–1964 jazzový kontrabasista Milan Pilar (* 1934). Po jeho emigraci do Západního Německa roku 1962 byla načas sledována StB a v roce 1965 byla podmínečně odsouzena za údajné valutové machinace v případu zpěváka Pavla Sedláčka.  Druhým manželem byl pak v letech 1968–1971 zpěvák Jaromír Mayer (* 1943). Potřetí se vdala roku 1984 za tanečníka Jana Kolomazníka (* 1952) a jejich manželství trvalo až do její smrti. Z prvního manželství pochází syn Milan. Její matka Františka Bojanovská zemřela 27. června 2021, 5 dní po svých 106. narozeninách.

### Poslední rozloučení
Od roku 2018, kdy si při pádu v bytě zlomila rameno a stehenní kost a tři měsíce strávila v nemocnici, ji provázely různé zdravotní problémy. Zemřela v péči řeholních sester Boromejek 14. března 2020 v Praze po těžké operaci na selhání ledvin. Bylo jí 80 let.
Zádušní mše za Evu Pilarovou se konala ve středu 3. června 2020 v bazilice Nanebevzetí Panny Marie v Praze na Strahově. Celebroval ji páter Marian Pospěcha, vystoupila řada umělců (Adam Plachetka, Pavel Šporcl, Monika Absolonová a další), státní orgány zastupoval ministr kultury Lubomír Zaorálek a hereckou obec Jiřina Bohdalová. Přímý přenos vysílala TV Noe. Marian Pospěcha ocenil ve své homilii také její píseň „Tam za vodou v rákosí“ (je Ráj), zpívanou s Waldemarem Matuškou. Jménem zpěváků se rozloučil dojímavou řečí (Mám Tě rád!) Vojta Dyk.

## Ocenění
- 1962: Zlatá medaile v oboru jazzového zpěvu na Světovém festivalu mládeže – Helsinky
- 1963: Zlatý slavík (oficiálně předáno a vyhlášeno 2014)
- 1964: Zlatý slavík
- 1967: Zlatá Bratislavská lyra
- 1967: Cena za nejlepší interpretaci – Zlatá Bratislavská lyra
- 1967: Zlatý klíč Intervize
- 1967: Grand Prix de Disque Sopoty
- 1967: Publikumsliebling – festival písní v Berlíně (NDR)
- 1967: Zlatý slavík
- 1969: Cena za nejlepší interpretaci – Festival populárních písní Varadero, Kuba
- 1971: Zlatý slavík
- 1978: Zlatá děčínská kotva
- 1978: Cena za nejlepší interpretaci – Bratislavská lyra
- 1981: Zasloužilá umělkyně
- 1993: Platinová deska Supraphonu
- 1998: Cena Masarykovy akademie
- 2004: Platinová deska Tommü records
- 2009: Medaile Za zásluhy I. stupně
- 2014: Ocenění Senior Prix od Nadace Život umělce [18]
- 2018: Cena Jihomoravského kraje[19]
- 2020: Cena města Brna za rok 2019[20]

## Diskografie

### Gramofonové desky
- Eva Pilarová – Supraphon, 1965
- Dobře placená procházka – Supraphon, 1965
- Eva Pilarová – Supraphon, 1966
- Fascinating Czech Star – Supraphon/Artia, 1966
- Zločin v šantánu – Supraphon, 1968
- Eva – Supraphon, 1969
- Zpívá Eva Pilarová – Supraphon, 1970
- Láska nebeská (s Waldemarem Matuškou) – Supraphon 1 13 0840 311, 1973, LP (reedice na CD, 1997, Bonton Music EAN 8 596972 105925)
- Zázrak je žít – Supraphon, 1974
- My Czech Favourites – Supraphon/Artia, 1974
- Jsem tu a zpívám – Supraphon, 1979
- Eva – Supraphon, 1986

### CD
- Pohlazení po duši – Bonton, 1992
- Story – Supraphon, 1992
- Platinová Eva Pilarová – Tommü records, 1993
- Story II – Supraphon, 1993
- One perfect song – Tommü records, 1994
- Eva Pilarová a hosté – Tommü records, 1995
- Vánoce – Tommu records, 1996
- S nádhernou duhou (s Milanen Bürgerem) – Tommü records, 1997
- Vánoční čas – Tommü records, 1998
- Requiem – Bonton, 1998
- Recitál (Eva Pilarová a Karel Gott 1965 Live) – Bonton, 1998, MC, CD
- Swing 2000 – Tommü records, 1999
- S čertem si hrát (s Waldemarem Matuškou) – Český rozhlas CRO155-2-331 EAN 8 590236 015524, 2000
- Moravěnka (s Moravěnkou, Jiřím Helánem a Jožkou Šmukařem) – Tommü records, 2000 [21]
- Dotýkat se hvězd – Sarurn EAN 8595112003923, 2000
- Rodeo – Tommü records, 2002
- Největší hity – Bonton, 2003 [22]
- Zlatý výběr – Tommü records EAN 8594060010045, 2004 [23]
- Dům plnej snů – West records, EAN 8594072230073, 2008 [24][25]
- Proměny – Supraphon SU 5978-2 EAN 099925 59782 5, 2009, 3 CD [26]
- Pilarka 2013 – vlastní náklad, EAN 8594170816100, 2013 [27]
- Pilarka a přátelé – Voltr Production, 2018
- Pilarka 80 Inventura těla – Voltr Production, 2019